# Leónské království
Království León (leónsky Reinu de Llión, španělsky a galicijsky Reino de León, portugalsky Reino de Leão, latinsky Regnum Legionense) bylo středověké království s proměnlivým územním rozsahem, existující v letech 910–1230, jehož součástí bylo vedle pozdější historické provincie Leónu také území Asturie, Galicie, do roku 1029 také podstatná část Staré Kastilie (s Kantábrií a La Riojou), do roku 1095 severní Portugalsko, a později též severní část Extremadury. Královskou rezidencí bylo město León.

## Historie
Když zemřel asturský král Alfonso III., jeho království bylo rozděleno: nejstarší syn García (910–914) získal León, druhý syn Ordoňo II. (910–924) získal Galicii a třetí syn Fruela II. (910–925) získal původní Asturii. Když Ordoňo (po smrti Garcii spojil Galicii s Leónem) v roce 924 zemřel, velmoži ignorovali jeho poslední vůli a zvolili králem Fruelu. Fruela nebyl oblíbený u šlechty a jeho volba byla zpochybněna, někteří ho viděli jako uzurpátora. Zavraždil Gebulda a Aresinda, syny Olmunda, který odvozoval svůj původ od vizigótského krále Wittizy. Proto jeden kronikář uvádí, že byl odsouzen k vládě pouhých 14 měsíců. Podle historika Ramóna Menendéze Pidala odešel do exilu za biskupem Frunimiem Leónským, Olmondovým příbuzným. V každém případě vládl více než čtrnáct měsíců a zemřel brzy v létě roku 925, pravděpodobně na malomocenství. V té době byla původní království Asturie a Galicie už součástí Leónského království.

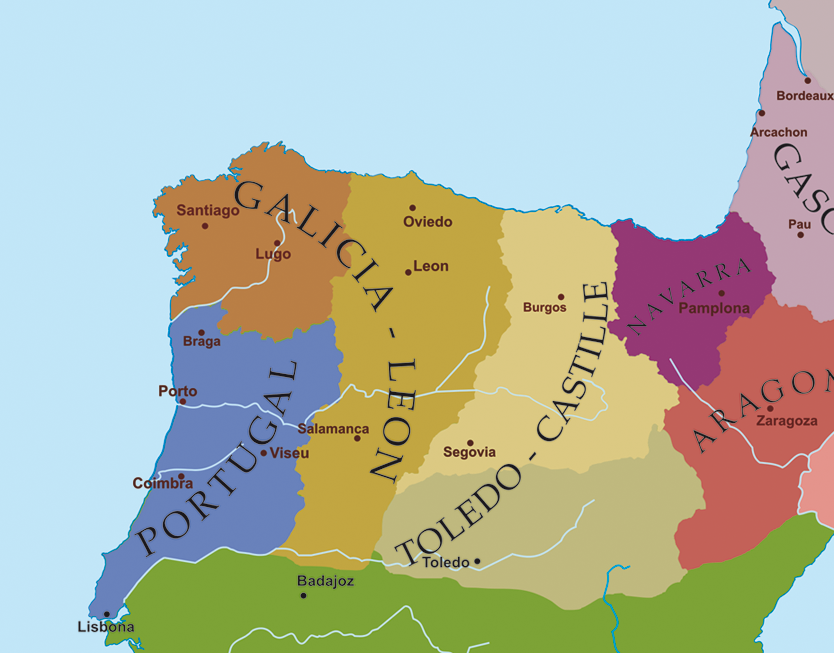
Křesťanská království na Pyrenejském poloostrově ve 12. století

Leónské království už krátce po založení začalo expandovat na jih a východ a po pár letech již zahrnovalo velkou část bývalého Asturského království včetně hrabství Kastilie. Kastilské hrabství se později osamostatnilo a v roce 1035 prohlásilo dokonce suverénním královstvím s hlavním městem Burgosem.
Na atlantickém pobřeží v jižní části království León bylo během vlády krále Alfonse VI. Kastilského založeno roku 1093 Portugalské hrabství a nabídnuto Jindřichu Burgundskému. Vnuk hraběte Jindřicha Burgundského a kastilského krále Alfonse VI., hrabě Alfons I. Dobyvatel vyhlásil v roce 1128 nezávislost svého hrabství na Leónském království, s nímž musel svést několik bitev. Nakonec po vítězství v bitvě u Ourique byl 26. července 1139 vojskem provolán portugalským králem.

### Unie s Kastilií

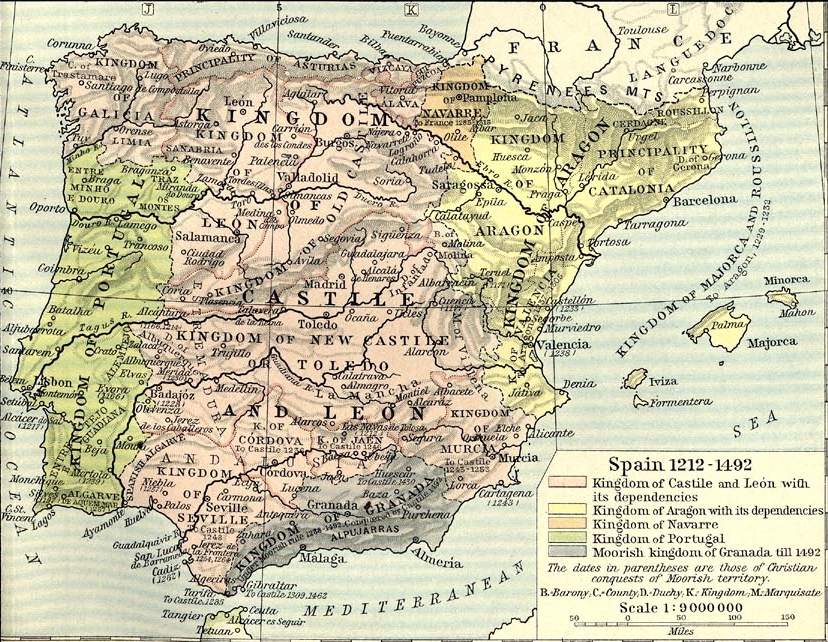
Království zemí kastilské koruny

Znak Leónu a Kastilie v unii

Leónské království se několikrát dostalo do personální unie s Kastilským královstvím. Poprvé v letech 1037–1065 za vlády krále Ferdinanda I. Ten svá království rozdělil mezi své syny. Zanedlouho se ale jeho druhorozený syn Alfons VI. stal v roce 1072 také králem Kastilie. Po jeho smrti se jeho sestra Urraca Kastilská stala  v letech 1109–1126 královnou  Galicie, Kastilie i Leónu. Jelikož ale byla posledním vládnoucím členem navarrské dynastie, připadl po její smrti trůn burgundsko-ivrejské dynastii. Její syn Alfons VII. Kastilský byl v letech 1126–1157 králem Kastilie a Leónu, čímž obě země opět tvořily unii.
Za vlády jeho vnuka Ferdinanda III. opět a natrvalo vytvořily obě země unii, resp. země kastilské koruny. Každý další kastilský král byl zároveň králem Leónu (a Galicie). Tím samostatné leonské království definitivně přestalo existovat jako nezávislý stát a stalo se součástí Kastilie.

### Moderní León
V roce 1833 byla v rámci Španělska založena moderní provincie království León. V roce 1978 bylo území Leónu spojeno s většinou území Staré Kastilie (bez tehdejších provincií Logroño a Sandander) jako autonomní společenství Kastilie a León vybavené rozsáhlou autonomií.

## Symbolika

Znak s klenoty 16.–17. století

znak:
štít Ferdinanda II. (1157–1188)
štít Alfonsa IX. (1188–1230), nezávislé království do roku 1230
13. století (León v unii s Kastilií)
13.–14. století (León v unii s Kastilií)
konec 14.–15. století
16. století
17.–18. století (doba Habsburků)

standarta:
12. století, design z pečeti Alfonsa VII. (1105–1157)
12.–13. století, (nezávislé království do roku 1230)
13. století, rekonstrukce (León v unii s Kastilií)
13.–16. století (doba unie s Kastilií)
17.–18. století (prapor v době Habsburků)
17.–18. století (standarta v době Habsburků)